# قرار مجلس الأمن التابع للأمم المتحدة رقم 990
قرار مجلس الأمن التابع للأمم المتحدة رقم 990، المتخذ بالإجماع في 28 نيسان / أبريل 1995، بعد إعادة تأكيد جميع القرارات المتعلقة بالصراعات في يوغوسلافيا السابقة، ولا سيما القراران 981 (1995) و982 (1995)، أذن المجلس بموجب الفصل السابع من ميثاق الأمم المتحدة، بنشر عملية الأمم المتحدة لاستعادة الثقة في كرواتيا.
ودعا المجلس حكومة كرواتيا والسلطات الصربية المحلية إلى التعاون بشكل كامل مع عملية الأمم المتحد في تنفيذ ولايتها، معربًا عن القلق من أن كرواتيا لم توقع على اتفاق وضع القوات حتى الآن. وطُلب من الأمين العام تقديم تقرير إلى المجلس في موعد أقصاه 15 أيار / مايو 1995 بشأن هذه المسألة.

## روابط خارجية
- نص القرار في undocs.org